# ویل کاپی
ویلیام جیکوب کاپی (به انگلیسی: William Jacob Will Cuppy) (زاده ۲۳ اوت ۱۸۸۴ - درگذشته ۱۹ سپتامبر ۱۹۴۹)، معروف به ویل کاپی (Will Cuppy)، نویسنده طنزنویس و منتقد ادبی آمریکایی بود.
کتابی از او بنام انحطاط و سقوط عملاً همه‌کس (به انگلیسی: The Decline and Fall of Practically Everybody) در ۱۹۵۰ با نقاشی‌های ویلیام استایگ منتشر شد. این کتاب را نجف دریابندری با عنوان چنین کنند بزرگان به فارسی ترجمه کرده است.